# Tauscha
Tauscha est une ancienne commune de Saxe (Allemagne) située dans l'arrondissement de Meissen, dans le district de Dresde. Sa population est de 1 489 habitants au 31 décembre 2008.

## Municipalité
Outre le bourg de Tauscha, les localités Dobra, Kleinnaundorf, Würschnitz et Zschorna (village connu par son château de Zschorna) appartiennent aussi à l'ancienne commune. Depuis 2016, Tauscha fait partie de la commune de Thiendorf.

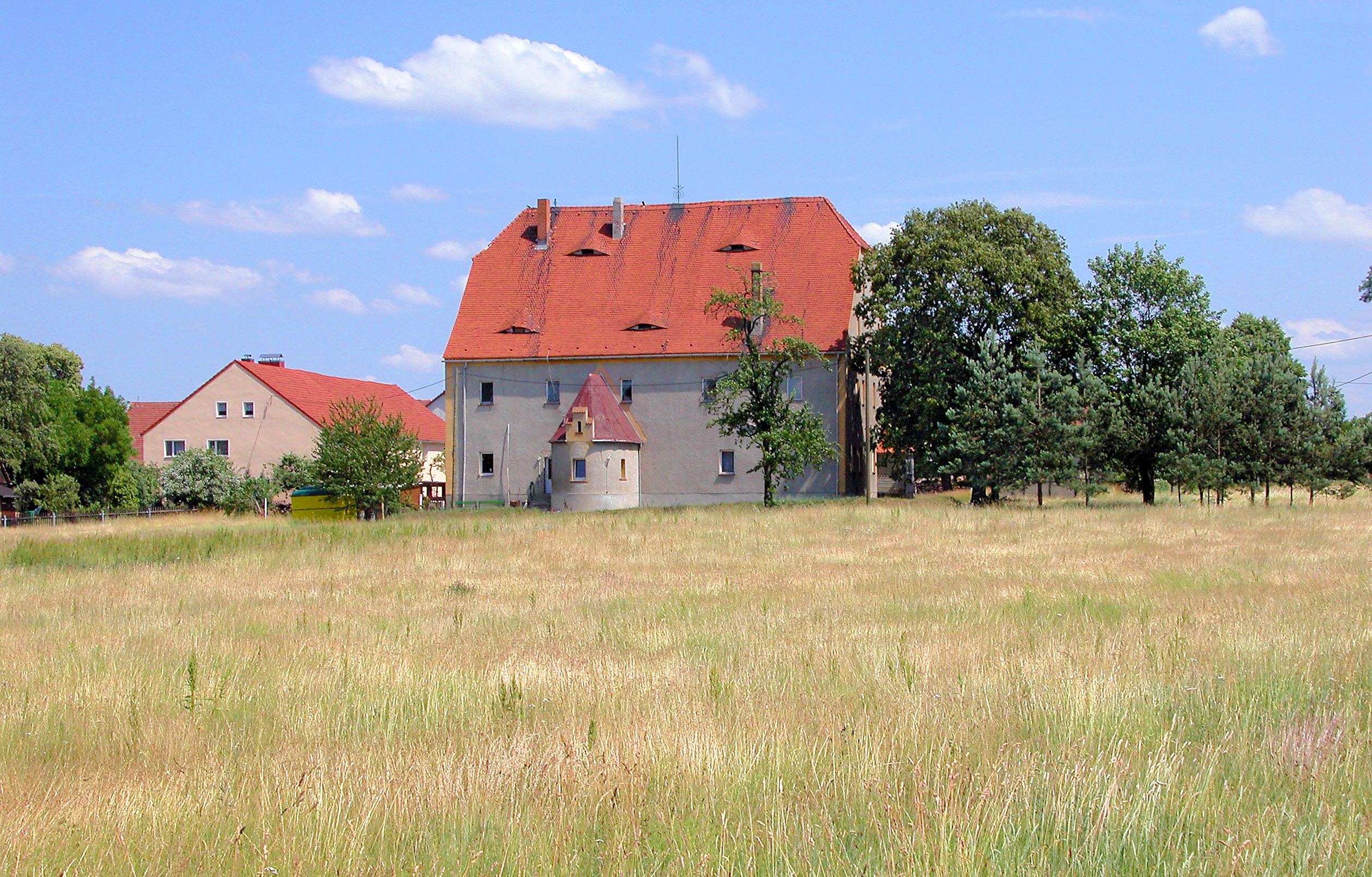
Ancien manoir